# Ordinul Suveran al Cavalerilor de Malta
| Ordinul Suveran al Cavalerilor de Malta | Ordinul Suveran al Cavalerilor de Malta |
| --------------------------------------- | --- |
| Blazon                                  | |
| Nume oficial                            | Ordinul Suveran Militar de Malta; latină Ordo Militiae S. Johannis Baptistae Hospitalis Hierosolimitani; italiană Sovrano Militare Ordine Ospedaliero di San Giovanni di Gerusalemme di Rodi e di Malta |
| Nume popular                            | Cavalerii Maltezi; Ioaniții |
| Fondator                                | Gerhard Sasso, Țara Sfântă |
| Data înființării                        | 1099 |
| Apartenența                             | Biserica Catolică |
| Sigla                                   | OSMM |
| Deviza                                  | Tuitio fidei et obsequium pauperum |
| Statut canonic                          | Ordin religios umanitar |
| Total membri                            | 13.500 |
| Sit oficial                             | www.orderofmalta.int |
| Ordine religioase                       | |

Ordinul Suveran Militar Ospitalier al Sfântului Ioan Botezătorul, de Ierusalim, de Rodos și de Malta (autonym: OSMM), numit și Ordinul monahilor-cavaleri Ospitalieri, este unul dintre cele mai vechi ordine nobile catolice existente, având ca scop slujirea credinței și ajutorarea aproapelui.

## Activitate
Ordinul Suveran de Malta, a cărui denumire completă este Ordinul Suveran Militar și Ospitalier al Sfântului Ioan Botezătorul, de Ierusalim, de Rhodos și de Malta a fost înființat în jurul anului 1050, la Ierusalim, cu scopul de a administra un spital pentru pelerinii din Țara Sfântă. În 1113 papa Pascal al II-lea a recunoscut Ordinul Suveran al Cavalerilor de Malta ca ordin religios. Ulterior, Ordinul a devenit militar pentru a-i apăra pe bolnavi, pelerini și teritoriile creștine din Țara Sfântă.
Ordinul își desfășoară activitățile caritabile pentru bolnavi, nevoiași și refugiați de mai mult de nouă secole. S-a consacrat acestei obligații de-a lungul secolelor cu mijloace conforme spiritului timpului. Ca recunoaștere a realizărilor sale ordinul se bucură de dreptul de suveranitate și întreține relații diplomatice cu peste 90 de țări. Pentru a-și putea aduce la îndeplinire îndatoririle instituționale poate constitui organizații dependente. Asemenea organizații își desfășoară activitatea zilnică pentru a sprijini ordinul în misiunea sa în peste 120 țări.

## Istoria recentă
După ce a locuit temporar la Messina, Catania și Ferrara (Italia), în 1834, precursorul Ordinului Suveran Militar al Maltei s-a stabilit definitiv la Roma, unde deține, cu statut extrateritorial, Palatul "Magistral" de pe Strada Condotti, nr. 68, și Conacul "Magistral" de pe Dealul Aventin. 
Misiunea inițială a ospitalierilor a devenit principala activitate a ordinului, devenind din ce în ce mai puternic în secolul al XX-lea, mai ales datorită beneficiilor activităților desfășurate de marile abații și de asociațiile naționale din mai multe țări. Activități ospitaliere și caritabile la scară largă au fost desfășurate în timpul Primului și Celui de-al doilea război global, sub supravegherea Marelui Maestru Fra Ludovico Chigi Albani della Rovere (1931-1951). Sub conducerea succesorilor lui, Marii Maeștri Fra 'Angelo de Mojana di Cologna (1962–88) și Fra' Andrew Bertie (1988–2008), proiectele au fost dezvoltate. 
Ordinul, acum, are un tratat semnat cu Republica Maltei, la 5 decembrie 1998 și ratificat la 1 noiembrie 2001. Înțelegerea acordă Ordinului utilizarea extrateritorială limitată a porțiunii nordice a Fortăreței "San Angelo" din orașul Birgu. Înțelegerea durează 99 de ani, dar documentul permite guvernului maltez să îl rezilieze în orice moment, după ce-au trecut 50 de ani. Conform condițiilor acordului, Ordinul nu poate da azil, are voie să desfășoare activități caritabile și, în general, instanțele de judecată malteze au jurisdicție deplină și se aplică legislația malteză în litigiile ordinului. 
În februarie 2013, Ordinul a sărbătorit 900 de ani de când i s-a oferit recunoaștere papală cu o audiență generală, alături de Papa Benedict al XVI-lea, și o liturghie celebrată de cardinalul Tarcisio Bertone, în Catedrala "Sfântul Petru" din Roma. 

## Activitatea Ordinului în România
Primele relații ale Ordinului Suveran de Malta cu spațiul românesc datează din secolul al XIII-lea, când prin intermediul Diplomei Cavalerilor Ioaniți, regele Ungariei Bela al IV-lea îi invită pe aceștia să se stabilească în Banat. Se consideră că primul spital din spațiul românesc a fost fondat de către Ospitalieri la Oradea, înainte de așezământul spitalicesc de la Sibiu a cărui înființare este atestată la 1292.
Primele contacte pe care diplomația Regatului României le-a stabilit cu Ordinul Suveran de Malta au avut loc în vara anului 1928. Jean Pangal fusese însărcinat cu tatonarea discuțiilor privitoare la înființarea unei legații a Ordinului în România, precum și o Asociație Națională. Pentru ca acest lucru să fie dus la îndeplinire, diplomatul român au cerut ajutorul senatorului francez Justin Godart, care ar fi putut orienta aceste discuții într-o direcție favorabilă. Reprezentantului Ordinului în Franța, contele Michel de Pierredon, i-a fost înaintat și un memorandum la 12 octombrie 1928.
Demersul românesc s-a lovit în cele din urmă de refuzul Marelui Maestru Galeas von Thun und Hohenstein, care a accentuat caracterul eminamente catolic pe care Ordinul și l-a asumat încă de la înființare. Din acest motiv, Marele Maestru nu a dat curs propunerii diplomației române.
De la începutul anului 1932, eforturile lui Jean Pangal în acest sens se intensificaseră. Odată cu ascensiunea regelui Carol al II-lea la tron, acest proces luase o amploare sporită, până în momentul în care diplomația românească, prin Nicolae Titulescu, a reușit angrenarea unui demers diplomatic asumat între România și Ordinul Suveran de Malta, soldat cu numirea contelui Michel de Pierredon ca Trimis Extraordinar și Ministru Plenipotențiar al Ordinului în România, iar pe contele Emmanuel de La Rochefoucauld drept consilier al Legației. Contele de Pierredon și contele de La Rochefoucauld s-au prezentat în 23 ianuarie 1933 la București, pentru a înmâna scrisorile de acreditare, bula și insigna de Balí Gran Croci di Onore e di Devozione al Ordinului Suveran de Malta Regelui Carol al II-lea. Audiența oficială a avut loc la data de 27 ianuarie 1933, în sala de ceremonii, unde alături de Regele Carol al II-lea se aflaseră și Alexandru Vaida-Voevod, președintele Consiliului de Miniștri, și Savel Rădulescu, sub-secretar de stat în Ministerul Afacerilor Externe.
Ordinul Suveran de Malta a reprezentat o entitate activă în spațiul românesc, având o semnificativă influență și asupra societății autohtone. Activitatea sa, deși limitată ca întindere temporală, s-a dovedit fructuoasă, însă deceniul 1938-1948 a reprezentat o perioadă tulbure în ceea ce privește problema raporturilor diplomatice dintre cele două structuri suverane. Instaurarea regimului comunist și proclamarea Republicii Populare Române a înăsprit relațiile diplomatice, ducând la închiderea canalelor de comunicare, până la restabilirea lor oficială, în anul 1991. 
În anul 1991 s-a constituit Serviciul de Ajutor Maltez în România, preluând dezideratul major al Ordinului, vechi de peste 900 ani, sintetizat în deviza: păstrarea credinței și ajutorarea nevoiașilor (latină : "Tuitio fidei et obsequium pauperum").